# Раванак, Джозеф
Джозеф Раванак (англ. Joseph Ravanack; 19 марта 1878, Новый Орлеан, Луизиана — 10 октября 1910, Новый Орлеан, Луизиана) — американский гребец, бронзовый призёр летних Олимпийских игр 1904.
На Играх 1904 в Сент-Луисе Раванак участвовал только в соревнованиях парных двоек вместе со своим соотечественником Джоном Уэллсом. В нём он занял третье место и получил бронзовую медаль.